# 戈兹沃西·狄更生
戈兹沃西·洛斯·狄更生（英語：Goldsworthy Lowes Dickinson；1862年8月6日—1932年8月3日），是英国的学者，英国国王学院的终身研究员。徐志摩1921年经林长民介绍结识狄更生，徐志摩在他引导下领略了“康桥”的人文和自然之美。他提出了国际联盟的构想并通过著述推动了国联的成立。

## 著作
- 《“中国佬”信札》
- 《希腊人的生活观》
- 《现代法国中的革命和反应》
- 《十九世纪国会的发展》
- 《希腊人的生活观》